# Johan Bravo

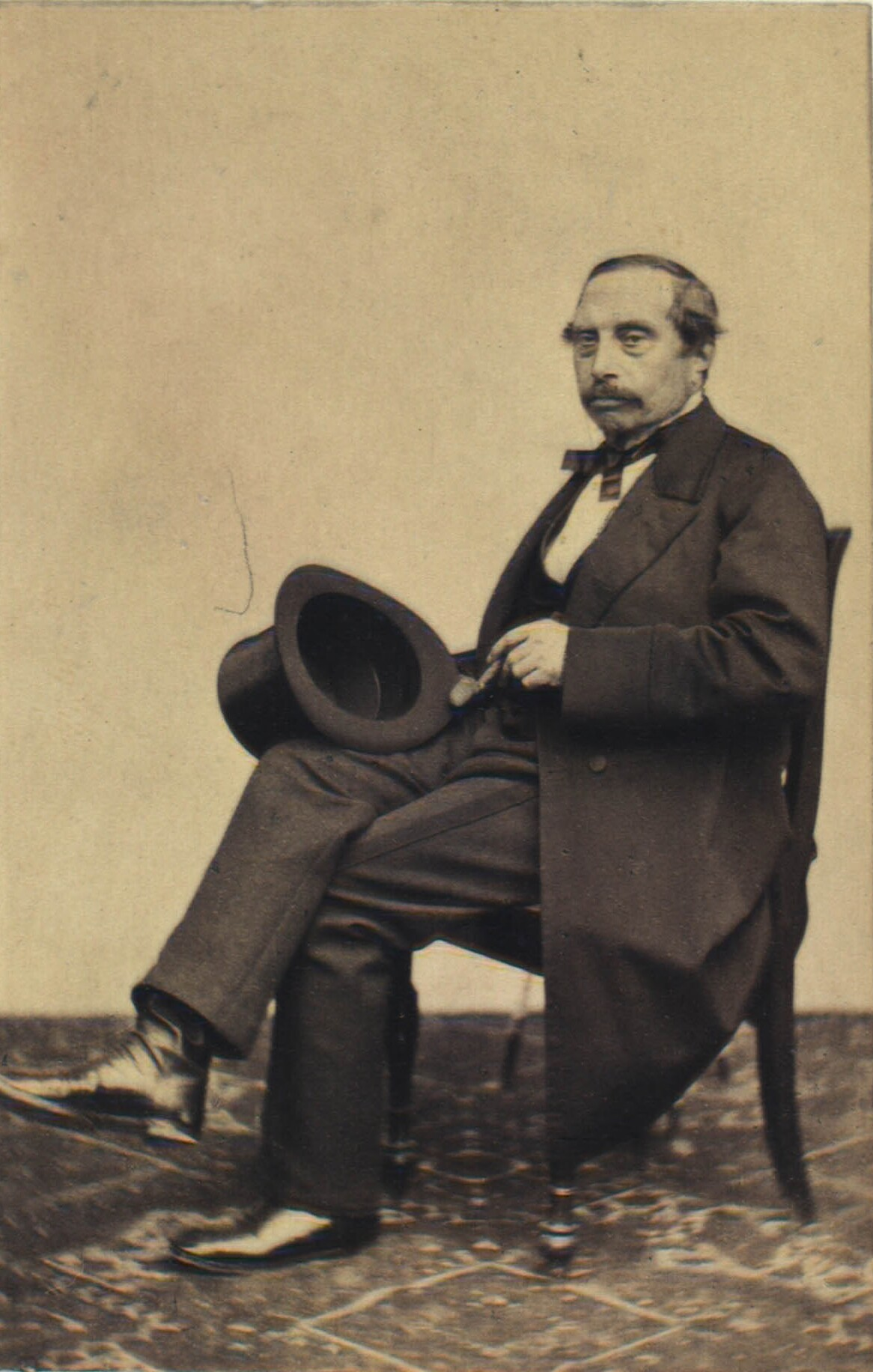
Johan Bravo (1863)

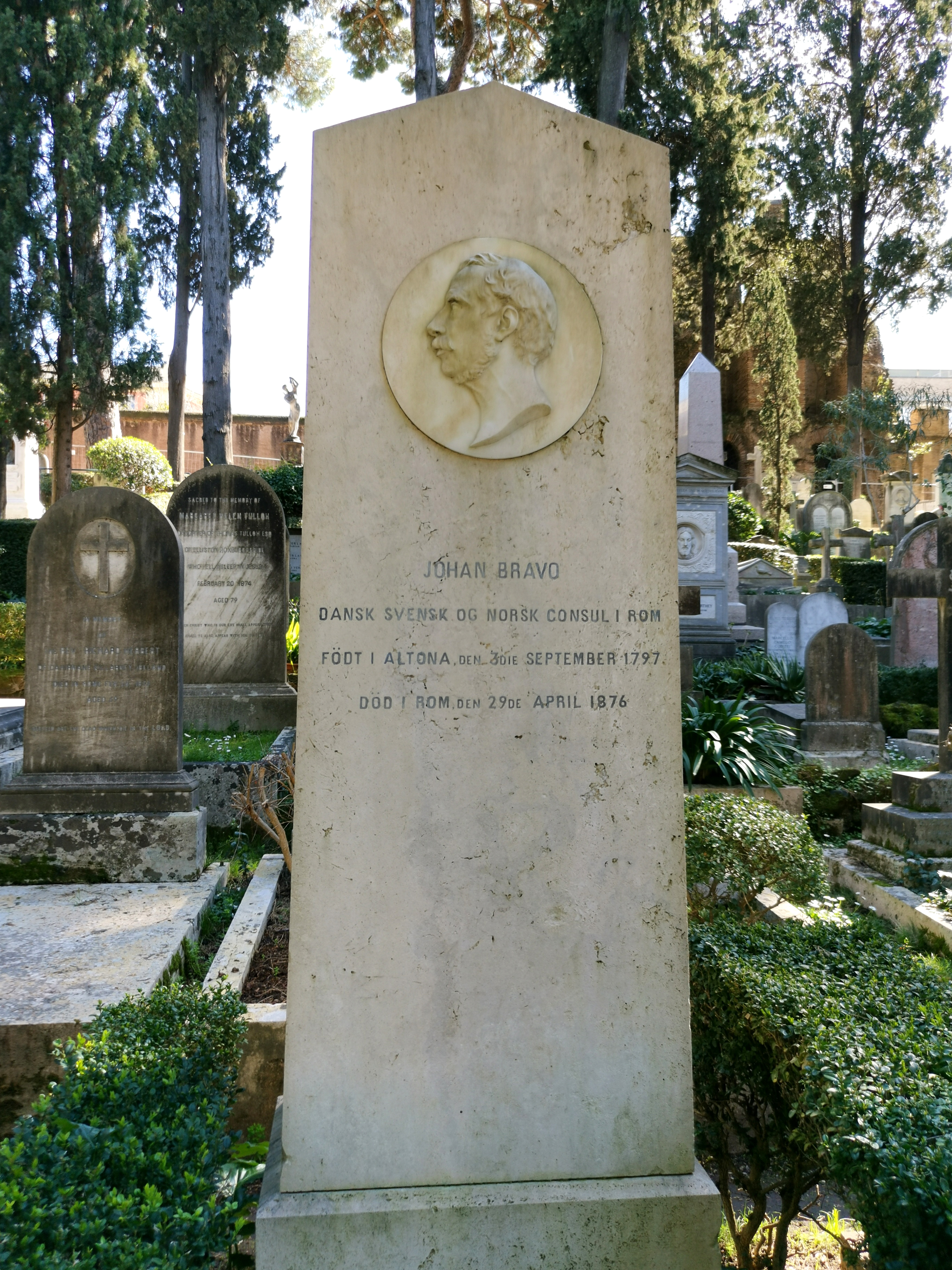
Grab auf dem Nichtkatholischen (Protestantischen) Friedhof Rom

Johan Bravo, auch Josva Bravo oder Brauer (geboren 3. September 1796 in Altona; gestorben 29. April 1876 in Rom), war ein deutsch-dänischer Maler und Diplomat, der in Rom tätig war.

## Leben
Johan Bravo war der Sohn sephardischer Eltern in Altona. Er besuchte von 1816 bis 1818 die Königlich Dänische Kunstakademie in Kopenhagen. Danach führte ihn sein Weg 1822 als Lehrer an die Petrischule in St. Petersburg, 1826 weiter nach Rom, wo er zunächst Prospekte schuf, die 1831/32 in Kopenhagen gezeigt wurden. Er wurde zum dänischen Kunstagenten ernannt und 1847 als Konsul dänischer Diplomat in Rom. 1855 wurde er zusätzlich als Konsul für Schweden tätig. In Rom war Bravo Mitglied des Deutschen Künstlervereins, dessen Cervarofeste er besuchte. 1860 wurde er dort Vorsitzender des neugegründeten Skandinavischen Vereins (Skandinavisk Forening). Bravo wurde auf dem Protestantischen Friedhof in Rom bestattet, wo sein Grab mit einem 1876 gefertigten Porträtrelief des dänischen Bildhauers Johannes Hoffmann erhalten ist.